# Neronet
Neronet ist eine Rotweinsorte. Die Neuzüchtung wurde von Vilém Kraus an der Fakultät für Garten- und Landschaftsbau der Mendel-Universität für Land- und Forstwirtschaft Brünn in Lednice, Tschechien gekreuzt. Neronet ist eine Kreuzung von (St. Laurent x Blauer Portugieser) x (Alicante Bouschet x Cabernet Sauvignon). 

## Geschichte
Die Sorte wurde in Deutschland von Hermann Jäger in Ockenheim übernommen und züchterisch weiterbearbeitet, heute wird die Sorte von seinem Sohn Armin Jäger betreut. Der Sortenschutz wurde im Jahre 1991 erteilt. In Tschechien sind nahezu 30 Hektar mit dieser Sorte bestockt. In Deutschland waren es 2021   6 Hektar. Kleine Rebbestände sind auch in Österreich sowie Ungarn bekannt.

## Sortenmerkmale
Der Rotwein ist in seiner Farbe tiefrot und wird häufig im Verschnitt zum Aufbessern farbschwacher Rotweine genutzt. Die Deckkraft der Farbe kam bei der Neuzüchtung von der Sorte Alicante Bouschet, die zur Familie der Färbertrauben gehört. Auch das Fruchtfleisch des Neronet ist intensiv rot. Sie ist eine Varietät der Edlen Weinrebe (Vitis vinifera). Neronet besitzt zwittrige Blüten und ist somit selbstfruchtend. Beim Weinbau wird der ökonomische Nachteil vermieden, keinen Ertrag liefernde, männliche Pflanzen anbauen zu müssen.
Abstammung: (St. Laurent x Blauer Portugieser)  x  (Alicante Bouschet x Cabernet Sauvignon). Die Kreuzung Alicante Bouschet x Cabernet Sauvignon erhielt den Namen Alibernet.